# Opegrapha anomea
Opegrapha anomea är en lavart som beskrevs av Nyl. Opegrapha anomea ingår i släktet Opegrapha och familjen Roccellaceae.   Inga underarter finns listade i Catalogue of Life.